# Mauro Biello
Mauro Biello (Montreal, Canadá, 8 de agosto de 1972) es un exjugador y entrenador de fútbol canadiense. Es técnico de la selección sub-23 de Canadá y asistente técnico de Jesse Marsch en la selección de Canadá.
Jugó como delantero para varios clubes de divisiones inferiores canadienses y estadounidenses, como el Montreal Supra y el Rochester Raging Rhinos. También pasó un total de 16 temporadas con el Montreal Impact, para quien es el líder estadístico de todos los tiempos en goles y apariciones, con más de 80 goles y más de 300 partidos para el equipo. Como internacional para la selección de Canadá, fue internacional cuatro veces desde 1995 hasta 2000.

## Carrera como jugador

### Inicios
Biello comenzó su carrera futbolística profesional en 1992 cuando fue seleccionado por el Montreal Supra.

### Montreal Impact
Un año después, el equipo cerró y Biello firmó con el equipo de expansión recién formado, el Montreal Impact de la American Professional Soccer League. Biello ayudó al Impact a capturar el Campeonato de Liga por primera vez en 1994, aunque tuvo un pequeño papel en la captura del Campeonato. En 1997, logró ganar el título de la temporada regular al anotar 8 goles y registrar 10 asistencias. Fue galardonado con el Trofeo Giuseppe-Saputo como MVP del equipo. Además de jugar para Montreal durante la temporada al aire libre, también pasó dos temporadas, 1995-1997, con Buffalo Blizzard en la National Professional Soccer League. En 1997, el Impact entró en el NPSL. En consecuencia, jugó temporadas bajo techo y al aire libre con Montreal.
Durante la temporada al aire libre de 1998, Biello jugó un papel importante para el Impact, anotando 11 goles y acumulando 35 puntos (récord del equipo que se mantuvo hasta la temporada 2002, cuando Eduardo Sebrango lo superó con 18 goles y 36 puntos). Al final de la temporada recibió el Trofeo Giuseppe-Saputo por segundo año consecutivo.

### Rochester Raging Rhinos
En 1999, Biello dejó el Impact porque el nuevo propietario decidió no jugar la temporada al aire libre de 1999 para preparar mejor la temporada bajo techo 1999-2000, lo que lo dejó para firmar con sus rivales los Rochester Raging Rhinos. Con Rochester, fue el máximo goleador del club con ocho goles y cuatro asistencias. También ayudó a los Rhinos a ganar la U.S. Open Cup por primera vez y ayudó a llegar al partido de campeonato, que Rochester perdió ante el Minnesota Thunder.

### Regreso al Montreal Impact
En 2000, Biello regresó al Impact, pero el club no se clasificó para los playoffs esa temporada. Como el equipo ya no jugaba fútbol sala, pasó el invierno de 2000-01 con los Toronto Thunderhawks en la NPSL. En 2001, el entrenador del Impact, Valerio Gazzola, eligió a Biello como capitán del Montreal Impact. Ese año, el Impact tuvo una temporada difícil tanto dentro como fuera del campo. El equipo se perdió los playoffs por segundo año consecutivo. Biello lideró al equipo en goles con ocho goles y nuevamente recibió el Trofeo Giuseppe-Saputo.
En 2004, Biello llevó al Impact a ganar el segundo campeonato de liga del club, superando a los Seattle Sounders. Ese mismo año, ayudó al Impact a ganar la Copa Voyageurs por tercer año consecutivo. En 2005, ayudó al club a tener una racha de 15 partidos sin perder (10-0-5), estableciendo un nuevo récord de la liga. Fue el máximo anotador en 2005, tras una producción de nueve goles y tres asistencias para un total de 21 puntos. Biello también fue finalista de los honores de MVP de la Liga, perdiendo ante Jason Jordan, y por cuarta vez en su carrera recibió el Trofeo Giuseppe-Saputo. Mauro también ayudó al Impact a capturar la Copa Voyageurs por cuarto año consecutivo. El 7 de diciembre de 2005 Biello firmó un contrato de dos años con el Impact. 
El 13 de julio de 2007 jugó el partido número 300 de su carrera con el Impact contra los Carolina RailHawks, lo que lo convirtió en el primer jugador del Impact en alcanzar ese hito, así como en el primer jugador en la historia de la USL en jugar 300 juegos con el mismo equipo.
El 5 de enero de 2009, el Montreal Impact anunció que Biello y el veterano mediocampista Patrick Leduc habían aceptado extensiones de contrato para la temporada 2009. Una vez finalizada la temporada, anunció su retiro del fútbol competitivo el 19 de noviembre de 2009.

## Carrera como entrenador

### Montreal Impact
Biello se unió al cuerpo técnico del Montreal Impact en 2009 y se convirtió en entrenador interino el 30 de agosto de 2015, después de que Frank Klopas fuera despedido, un día después de una derrota por 2-1 ante Toronto FC. Biello guio al equipo a las semifinales de la Conferencia Este, donde fueron eliminados por Columbus Crew y los buenos resultados le permitieron continuar en su cargo. En 2017, el Impact tuvo problemas, ganando sólo 11 partidos, 17 derrotas y 6 empates. Por esta razón, fue despedido al día siguiente de terminar la temporada.

### Selección de Canadá
En febrero de 2018, Canada Soccer contrató a Biello como entrenador asistente de la selección masculina de Canadá bajo la dirección del entrenador John Herdman. Sin embargo, en agosto de 2023, fue confirmado como técnico interino luego de que Herdman se marchara al Toronto FC.En mayo de 2024, fue reemplazado en el cargo por Jesse Marsch.

## Clubes

### Como jugador
| Club             | País           | Año       |
| ---------------- | -------------- | --------- |
| Montreal Supra   | Canadá         | 1991-1992 |
| Montreal Impact  | Canadá         | 1993-1998 |
| Rochester Rhinos | Estados Unidos | 1999      |
| Montreal Impact  | Canadá         | 2000-2009 |

### Como entrenador
| Club                           | País   | Año       |
| ------------------------------ | ------ | --------- |
| Montreal Impact                | Canadá | 2015-2017 |
| Selección de Canadá (interino) | Canadá | 2023-2024 |